# Abraham Ulrikab
Abraham Ulrikab (29 janvier 1845 - 13 janvier 1881) était un Inuk de la communauté de Hebron (Labrador), aujourd'hui dans la province de Terre-Neuve-et-Labrador, Canada. Avec sa famille ainsi que quatre autres Inuits, Abraham a accepté de partir pour l'Europe afin d'y être exhibé dans les spectacles ethnographiques organisés par Carl Hagenbeck, fondateur du Tierpark Hagenbeck, un zoo à Hambourg, Allemagne.

## L'exhibition des Inuits en Europe (de septembre 1880 à janvier 1881)
Le groupe de huit Inuits était composé de :
- La famille chrétienne
  - Abraham, 35 ans
  - Ulrike, 24 ans, son épouse
  - Sara, leur fillette de 3 ans 1/2
  - Maria, leur fillette de 10 mois
  - Tobias, un jeune homme célibataire de 20 ans.

- La famille non-chrétienne
  - Tigianniak, 45 ans
  - Paingu, 50 ans, son épouse
  - Nuggasak, 15 ans, leur fille.

Recrutés par le norvégien Johan Adrian Jacobsen, le 26 août 1880, les huit Inuits se sont embarqués sur la goélette Eisbär ("ours polaire" en allemand) en direction de l'Europe. Ils sont arrivés à Hambourg le 24 septembre 1880. Leur exhibition au  Tierpark Hagenbeck a débuté le 2 octobre 1880. Le 15 octobre, le groupe a pris le train jusqu'à Berlin où ils ont été exhibés au zoo de Berlin jusqu'au 14 novembre. Ils ont ensuite été amenés à Prague, Francfort puis Darmstadt. Ici, la jeune Nuggasak est décédée subitement le 14 décembre 1880. Le groupe a continué sa route jusqu'à Krefeld où Paingu est décédée le 27 décembre. Ce n'est que lorsque la jeune Sara a montré les premiers symptômes que les médecins ont finalement pu reconnaître le mal qui frappait le groupe : la variole. C'est le cœur brisé qu'Abraham et Ulrike ont dû faire admettre leur fillette Sara à l'hôpital de Krefeld alors que le groupe se devait de partir pour Paris. Sara est décédée le 31 décembre, au moment où ses parents arrivaient à Paris. Les cinq survivants ont été vaccinés contre la variole le 1er janvier 1881. Malheureusement, il était déjà trop tard. Les Inuits ont été exhibés au Jardin d'Acclimation dans le Bois de Boulogne pour environ une semaine. Puis, le 9 janvier 1881, ils ont tous été admis à l'Hôpital Saint-Louis, où ils sont décédés l'un après l'autre au cours de la semaine suivante. Maria est décédée le 10 janvier; Tigianniak, le 11, Tobias et Abraham, le 13, puis Ulrike, la dernière survivante s'est éteinte le 16 janvier 1881.
Dans son journal personnel, Johan Adrian Jacobsen admet qu'il avait totalement oublié de faire vacciner les Inuits lors de leur arrivée en Europe. Il blâme son oubli sur le fait qu'il avait lui-même dû être hospitalisé à son retour à Hambourg, ayant souffert de divers problèmes de santé durant tout le voyage de recrutement.
Abraham était lettré, jouait du violon, parlait un peu allemand et anglais, et était de religion morave. Dans ses écrits, il explique qu'il a accepté de partir pour l'Europe afin de gagner l'argent nécessaire au remboursement de sa dette, ainsi que celle de son défunt père, envers le magasin de la mission morave à Hebron. Il était aussi curieux de visiter l'Europe, et espérait revoir certains des missionnaires moraves qu'il avait côtoyés au Labrador. À peine quelques semaines après être arrivés en Europe, les deux familles avaient réalisé que leur présence en Europe était une erreur. Leur plus grand désir était de rentrer au Labrador.

## Le Journal d'Abraham
Durant son séjour en Europe, Abraham a tenu un journal rédigé dans sa langue maternelle, l'Inuktitut. Ce journal faisait partie des biens qui ont été retournés à Hebron (Labrador) après son décès. 
À Hebron, le missionnaire morave Carl Gottlieb Kretschmer, qui avait tenté de dissuader les Inuits de partir pour l'Europe, a traduit le journal d'Abraham en allemand. Des traductions anglaise et française ont également été publiées au XIXe siècle par l'Église morave. Puis, cette histoire est tombée dans l'oubli pendant un siècle.
En 1980, le journal d'Abraham a refait surface lorsque l'ethnologue canadien Dr James Garth Taylor a découvert une copie de la traduction allemande de Kretschmer dans les archives de l'Église morave à Bethlehem (Pennsylvanie). Grâce à l'article que le Dr Taylor a publié en 1981 dans Canadian Geographic, l'histoire des huit Inuits du Labrador a été dévoilée au public du XXe siècle.
Au cours des 25 années suivantes, quelques individus se sont penchés sur cette tragédie, y compris l'ethnologue allemande Hilke Thode-Arora et le professeur Hartmut Lutz assisté de ses étudiants de l'Université de Greifswald, en Allemagne. Ils ont contextualisé le journal d'Abraham avec les données recueillies dans les archives moraves, les journaux du XIXe siècle ainsi que dans les archives de Carl Hagenbeck et de Johan Adrian Jacobsen.
En 2005, les Presses de l'Université d'Ottawa ont publié le travail de Hartmut Lutz, et de ses étudiants, sous le titre The Diary of Abraham Ulrikab: Text and Context permettant ainsi aux écrits et à l'histoire d'Abraham de trouver leur chemin vers les Inuits du Labrador d'aujourd'hui.
Le journal d'Abraham est important car il est le seul compte rendu existant d'une des exhibitions ethnographiques (zoo humain) de Carl Hagenbeck  par l'un des exhibé. Il est également l'une des premières autobiographies par un Inuk. Le Groenlandais Hans Hendrik ayant publié ses mémoires deux ans auparavant. Malheureusement, le journal original d'Abraham en inuktitut n'a toujours pas été localisé.

## La découverte des restes des Inuits
En 2009, une Canadienne francophone, France Rivet, a été introduite à l'histoire d'Abraham par le maître photographe Hans-Ludwig Blohm. Sa lecture du livre The Diary of Abraham Ulrikab: Text and Context l'a bouleversée au point où elle voulait savoir ce qui était arrivé aux Inuits à Paris, et ce qui était advenu de leurs restes. Elle promit alors à Hans Blohm et à une amie inuite du Labrador qu'elle enquêterait. En 2011, elle a découvert des documents confirmant que des membres de la Société d'anthropologie de Paris avaient étudié la calotte crânienne de Paingu, ainsi que les moulages en plâtre des cerveaux d'Abraham, d'Ulrike, et de Tobias. Se demandant si ces pièces pouvaient toujours se trouver dans des collections muséales, elle écrit à quelques musées parisiens. Très rapidement, une réponse est arrivée du Muséum national d'histoire naturelle (MNHN) :
Mme Rivet, nous avons le regret de vous informer que nous ne disposons pas des moulages de cerveaux, mais nous avons la calotte ainsi que les squelettes montés des cinq Inuits du Labrador morts à Paris en janvier 1881.
Cette nouvelle totalement inattendue a déclenché des démarches, échelonnées sur plus de quatre ans, visant à documenter l'histoire des Inuits et à initier les discussions avec les autorités du Nunatsiavut, du Canada et de la France pour préparer l'éventuel retour des ossements au Labrador.

## Le rapatriement des restes des Inuits
À l'automne 2014, la publication du livre Sur les traces d'Abraham Ulrikab a révélé le fruit de cette enquête et a dévoilé publiquement que les restes d'Abraham, de son épouse Ulrike, de leur fillette Maria, du jeune Tobias et de Tigianniak ont été retrouvés dans les collections d'anthropologie biologique du Muséum national d'histoire naturelle conservées au musée de l'Homme à Paris. La calotte crânienne de Paingu, qui avait été prise par Johan Adrian Jacobsen lors de l'autopsie de cette dernière à Krefeld, fait également partie de la collection du Muséum. Finalement, le crâne de la petite Sara a été localisé à Berlin.
Le directeur des collections du MNHN, Michel Guiraud a expliqué que « Dans le cas précis des restes inuits, cela remplit la totalité des critères juridiques que nous nous sommes fixés. Donc, il n'y a pas de problème pour que ces restes inuits puissent être restitués ». Il a aussi rappelé qu'un précédent a déjà été créé avec le rapatriement des restes de Saartjie Baartman, surnommée la « Vénus hottentote », restituée à l'Afrique du Sud en 2002 à la suite du vote d'une loi spéciale.
De plus, le Programme de coopération renforcée France-Canada signé le 14 juin 2013 stipule que les deux pays s'engagent à « Travailler avec les autorités compétentes afin de faciliter le rapatriement au Canada d’ossements inuits se trouvant dans les collections de musées français. »
À l'heure actuelle, la décision de demander le rapatriement des restes est entre les mains du gouvernement du Nunatsiavut. À l'été 2015, ce dernier a entrepris des consultations publiques afin que la communauté inuite du Labrador puisse s'exprimer sur le développement d'une politique visant le rapatriement de restes humains et d'artefacts provenant de lieux de sépulture,.

## Film sur l'histoire d'Abraham
Un film documentaire, Piégés dans un zoo humain : d'après le journal d'Abraham, juxtaposant l'histoire d'Abraham à la découverte de ses restes, et à la quête des Inuits du Labrador d'aujourd'hui pour comprendre les événements passés et préparer le rapatriement des ossements, a été diffusé au printemps 2016 sur TV5 au Canada, puis, en Europe, sur la chaîne Histoire à l'hiver 2017. Ce documentaire est produit par Pix3 Films. Aux Prix Écrans Canadiens 2017, le documentaire a été finaliste dans deux catégories: Meilleure émission ou série documentaire sur la science ou la nature ainsi que Prix Barbara Sears pour la meilleure recherche éditoriale.

## Livres publiés en français sur l'histoire d'Abraham Ulrikab
| Année | Titre | ISBN                                                                        |
| ----- | --- | --------------------------------------------------------------------------- |
| 2014  | Jacobsen, Johan Adrian. Voyage avec les Eskimos du Labrador, 1880-1881. Gatineau (Québec): Horizons Polaires. (Traduction par Jacqueline Thun du journal de Johan Adrian Jacobsen). | 978-0-9936740-4-4 (papier) 978-0-9936740-0-6 (pdf)                          |
| 2014  | Rivet, France. Sur les traces d'Abraham Ulrikab : Les événements de 1880-1881. Gatineau (Québec): Horizons Polaires.                                                                | 978-0-9936740-7-5 (papier) 978-0-9936740-9-9 (epub) 978-0-9936740-2-0 (pdf) |